# Cesare Pinarello
Cesare Pinarello (Treviso, 5 ottobre 1932 – Treviso, 2 agosto 2012) è stato un pistard, ciclista su strada e dirigente sportivo italiano.
Professionista dal 1957 al 1968, vinse due medaglie di bronzo nel tandem ai Giochi olimpici, ad Helsinki 1952 in coppia con Antonio Maspes e a Melbourne 1956 con Giuseppe Ogna.

## Piazzamenti

### Grandi Giri
- Giro d'Italia

1951: 75º

### Competizioni mondiali
- Campionati del mondo su pista

Zurigo 1953 - Velocità ind. Dilettanti: 2º
Colonia 1954 - Velocità ind. Dilettanti: 4º
Milano 1955 - Velocità ind. Dilettanti: 3º
- Giochi olimpici

Helsinki 1952 - Tandem: 3º
Melbourne 1956 - Tandem: 3º